# Reproduktionspiano
Reproduktionspiano kallas ett självspelande piano som kan återge anslaget på pianotangenterna och pedalanvändandet från den inspelande pianisten vid det tillfälle när musikstycket spelades in.
Det finns olika varianter vad gäller att kunna påverka avspelandet själv. Separat anslagsstyrning för höger eller vänster handen, pedalhantering och tempoaccentueringar. Denna typ av självspelande pianon anses som de finaste och avslutade epoken med vakuum eller mekaniskt styrda pianon ca 1930. Nyare akustiska pianon med digital styrning genom till exempel MIDI kan väl anses vara en vidareutveckling av idén.